# راکسی اینگرام
راکسی اینگرام (به انگلیسی: Roxy Ingram) (متولد ۱۱ مه ۱۹۸۲) یک مانکن متولد شهر پورت الیزابت آفریقای جنوبی است.
راکسی اینگرام در سال ۲۰۰۴ دوست دختر کریگ دیوید خواننده اهل انگلستان سبک آر اند بی بود. او توسط مجله اف اه ام، شانزدهمین زن سکسی تاریخ آفریقای جنوبی شناخته شده‌است.

## مجله‌هایی که عکس راکسی روی آنها چاپ شده
- شیپ، اکتبر ۲۰۰۲
- هلث اند فیتنس، می۲۰۰۴
- اس ال، ۲۰۰۴
- اسپرت ایلاستریتدآفریقای جنوبی، نوامبر ۲۰۰۴
- اف اه‌ام کالکشن، پاییز/زمستان ۲۰۰۵